# 오카와촌 (사이타마현)
오카와촌(大河村)은 사이타마현의 중서부 히키군에 속했던 촌이다.

## 역사
- 1889년 4월 1일 - 정촌제 시행에 의해 히키군 오카와촌이 성립하였다.
- 1955년 2월 11일 - 오가와정, 다케자와촌, 야와타촌과 합병해 오가와정이 신설되었다.

## 참고문헌
- 大日本篤農家名鑑編纂所編『大日本篤農家名鑑』大日本篤農家名鑑編纂所、1910年。
- 竹内伊四郎編『大日本紳士名鑑』明治出版社、1916年。
- 織田正誠編『貴族院多額納税者名鑑』太洋堂出版部、1926年。
- 交詢社編『日本紳士録 第38版』交詢社、1934年。
- 帝国秘密探偵社編『大衆人事録 第20版 東京篇』帝国秘密探偵社、1958年。
- 埼玉県議会史編さん委員会編『埼玉県議会史 6巻』埼玉県議会、1966年。